# Jean-Hervé Stiévenart
Pour les articles homonymes, voir Stievenart.
Jean-Hervé Stiévenart, né le 15 octobre 1954 à Amiens et mort le 27 juin 2022 à Créteil, est un athlète français, spécialiste du triple-saut.

## Biographie
Le père du triple-sauteur, Marcel Stiévenart, est un ancien athlète, champion de France junior de la longueur en 1973 et recordman de Picardie pendant 22 ans avec une marque de 7,13 m.
Jean-Hervé Stiévenart bat le record de France du triple-saut en cadet, soit 15,26 m, et en junior, soit 15,95 m. Il bat aussi le record de France de la longueur en cadet, soit 7,37 m, et en junior, soit 7,86 m.
Troisième des championnats d'Europe juniors de 1973, il remporte deux titres de champion de France en 1978, en plein air et en salle.
Son record personnel, établi en 1975 lors de sa victoire aux championnats de France universitaires ASSU seniors à Paris, est de 16,21 m.
Il est le deuxième performeur français du triple saut en 1978 derrière Bernard Lamitié avec un essai de 16,07 m.
Il est l'entraîneur de Benjamin Compaoré et l'ancien entraîneur de Teddy Tamgho. Il prend sa retraite au 31 décembre 2020.

## Palmarès
- Championnats de France d'athlétisme :
- vainqueur du triple-saut et de la longueur cadet en 1971 et junior en 1973.
- vainqueur de la longueur junior en 1972.
  - vainqueur du triple saut en 1978.
- Championnats de France d'athlétisme en salle :
  - vainqueur du triple-saut en 1978.

## Records
|             | Performance | Lieu | Date |
| ----------- | ----------- | ---- | ---- |
| Triple saut | 16,21 m     |      | 1975 |